# ألبرتو جاندوسي
ألبرتو جاندوسي (بالإيطالية: Alberto Gandossi)‏ هو متسابق دراجات نارية إيطالي. نافس في سباقات بطولة العالم لفئة 125 سي سي. أفضل سنة له كانت 1958 عندما جاء في المركز الثاني في بطولة العالم في فئة 125 سي سي خلف كارلو أوبيالي.

## روابط خارجية
- ألبرتو جاندوسي على موقع MotoGP.com (الإنجليزية)